# Tereza Kerndlová
Tereza Kerndlová (Brno, 6 ottobre 1986) è una cantante e ballerina ceca.

## Biografia
Inizia la propria carriere da giovanissima facendo parte per 3 anni del coro di Iva Bittová dedicandosi contemporaneamente al tip-tap. In questo tipo di ballo vince il campionato nazionale per ben 6 volte, posizionandosi in 4ª e 5ª posizione nei campionati del mondo, mentre riesce ad aggiudicarsi la prima posizione nel campionato europeo.
Dal 2002 al 2005 fa parte del girl group Black Milk assieme a Helena Zeťová e Tereza Černochová. Abbandonato il trio si dedica alla carriera da solista raggiungendo la fama a livello nazionale e di seguito internazionale rispettivamente con la vittoria all'Eurosong 2008 (competizione canora di rilevanza nazionale) e con la partecipazione all'Eurovision Song Contest 2008, dove finisce penultima in semifinale.

## Discografia
- 2006 - Orchidej
- 2007 - Have some fun